# Eriocaulon mamfeense
Eriocaulon mamfeense là một loài thực vật có hoa trong họ Cỏ dùi trống. Loài này được Meikle mô tả khoa học đầu tiên năm 1968.